# Katharina Grohmann
Katharina Grohmann (* 28. Januar 1987 in Bautzen) ist eine deutsche Duathletin und Triathletin. Sie ist deutsche Meisterin auf der Triathlon-Mitteldistanz (2023), Triathlon-Langdistanz (2018) und wird in der Bestenliste deutscher Triathletinnen auf der Ironman-Distanz geführt.

## Werdegang
Grohmann war bis 2009 als Leichtathletin aktiv. Katharina Grohmann gewann, für die LG Eintracht Frankfurt startend, mehrere Deutsche Meistertitel in der Mannschaftswertung im 10-km-Straßen- und im Crosslauf.
Sie betreibt Triathlon seit 2010 und startet seit 2013 als Profi.

### Deutsche Meisterin Triathlon Langdistanz 2018
Katharina Grohmann wurde im Juli 2018 Zweite im Ironman Hamburg, wodurch sie zeitgleich den deutschen Meistertitel auf der Langdistanz im Triathlon gewann.
2019 wurde sie Sechste im Ironman Hamburg und im September 2021 feiert sie einen ihrer bisher größten Erfolge mit dem zweiten Platz im Ironman Austria in Klagenfurt.
Im April 2022 wurde Grohmann Sechste im Ironman South Africa und im September erreichte sie im Ironman Italy den vierten Platz und verbesserte ihre persönliche Ironman-Bestzeit auf 8:55:53 Stunden. 

### Deutsche Meisterin Triathlon Mitteldistanz 2023
Am 18. Juni 2023 gewann sie den 16. Indeland Triathlon und wurde dort Deutsche Meisterin auf der Triathlon-Mitteldistanz.
Katharina Grohmann wird trainiert von Utz Brenner. Sie lebt in Nidderau bei Frankfurt am Main. Neben dem Triathlon arbeitet sie bei Hassia Mineralquellen GmbH & Co. KG als Human Resources Business Partner. Sie startet für den Verein SV Fun-Ball Dortelweil.

## Sportliche Erfolge
| Datum/Jahr    | Platz | Wettbewerb        | Austragungsort | Zeit     | Bemerkung |
| ------------- | ----- | ----------------- | -------------- | -------- | --- |
| 23. Juni 2018 | 1     | Edersee-Triathlon | Waldeck        | 02:28:48 | Siegerin auf der olympischen Distanz (1,5 km Schwimmen, 42 km Radfahren und 10 km Laufen); neben Patrick Lange |

| Datum/Jahr    | Platz | Wettbewerb                                         | Austragungsort    | Zeit     | Bemerkung |
| ------------- | ----- | -------------------------------------------------- | ----------------- | -------- | --- |
| 18. Sep. 2023 | 10    | Ironman 70.3 Knokke-Heist                          | Knokke-Heist      | 04:18:22 | bei der Erstaustragung                                                                                                  |
| 6. Aug. 2023  | 2     | Frankfurt-City-Triathlon                           | Frankfurt am Main | 03:55:40 | |
| 18. Juni 2023 | 1     | DTU Deutsche Meisterschaft Triathlon Mitteldistanz | Kreis Düren       | 04:19:45 | im Rahmen des Indeland Triathlon                                                                                        |
| 5. Sep. 2020  | 5     | Ironman 70.3 Tallinn                               | Tallinn           | 04:28:32 | |
| Aug. 2022     | 2     | Frankfurt-City-Triathlon                           | Frankfurt am Main |          | |
| 6. Aug. 2017  | 3     | Frankfurt-City-Triathlon                           | Frankfurt am Main | 03:57:56 | |
| 18. Juni 2016 | 3     | Ironman 70.3 Luxemburg                             | Remich            | 04:27:54 | Das Rennen musste witterungsbedingt als Duathlon ausgetragen werden (5 km Laufen, 90,1 km Radfahren und 21,1 km Laufen) |

| Datum/Jahr    | Platz | Wettbewerb                                       | Austragungsort    | Zeit     | Bemerkung                                                                                         |
| ------------- | ----- | ------------------------------------------------ | ----------------- | -------- | ------------------------------------------------------------------------------------------------- |
| 22. Apr. 2023 | 12    | Ironman Texas                                    | The Woodlands     | 09:31:27 |                                                                                                   |
| 3. Sep. 2022  | 4     | Ironman Italy                                    | Cervia            | 08:55:53 |                                                                                                   |
| 3. Apr. 2022  | 6     | Ironman South Africa                             | Port Elizabeth    | 08:44:43 | Schwimmstrecke wegen hoher Wellen und Temperatur auf 700 m gekürzt                                |
| 19. Sep. 2021 | 2     | Ironman Austria                                  | Klagenfurt        | 09:20:43 |                                                                                                   |
| 28. Juli 2019 | 6     | Ironman Hamburg                                  | Hamburg           | 09:48:23 |                                                                                                   |
| 7. Okt. 2018  | 3     | Ironman Taiwan                                   | Kenting           | 08:34:41 | wegen starken Windes musste die Schwimmstrecke auf 400 m verkürzt werden                          |
| 29. Juli 2018 | 1     | DTU Deutsche Meisterschaft Triathlon Langdistanz | Hamburg           | 08:13:30 | als Zweite beim Ironman Hamburg; Austragung ohne die Schwimmdistanz als Duathlon                  |
| 15. Apr. 2018 | 7     | Ironman South Africa                             | Port Elizabeth    | 09:29:20 |                                                                                                   |
| 2. Okt. 2016  | 3     | Ironman Taiwan                                   | Kenting           | 10:21:10 |                                                                                                   |
| 3. Juli 2016  | 4     | DTU Deutsche Meisterschaft Triathlon Langdistanz | Frankfurt am Main | 09:31:54 | Ironman European Championship – Deutsche Meisterschaft Triathlon Langdistanz beim Ironman Germany |
|               |       |                                                  |                   |          |                                                                                                   |

| Datum/Jahr    | Platz | Wettbewerb       | Austragungsort | Distanz | Zeit | Bemerkung |
| ------------- | ----- | ---------------- | -------------- | ------- | ---- | --------- |
| 14. Apr. 2019 | 2     | Powerman Germany | Alsdorf        | 2:52:05 |      |           |

| Datum/Jahr    | Platz | Wettbewerb                                   | Austragungsort    | Distanz           | Zeit     | Bemerkung                                                                           |
| ------------- | ----- | -------------------------------------------- | ----------------- | ----------------- | -------- | ----------------------------------------------------------------------------------- |
| 11. März 2018 | 2     | Frankfurter Halbmarathon                     | Frankfurt am Main | Halbmarathon      | 01:22:25 |                                                                                     |
| 2014          | 1     | Mittelrhein-Marathon                         | Koblenz           | Halbmarathon      | 01:25:03 |                                                                                     |
| 31. Dez. 2012 | 1     | Silvesterlauf Meiningen                      | Meiningen         | 10 km             | 00:39:27 |                                                                                     |
| 2007          | 3     | Deutsche Leichtathletik-Meisterschaften 2007 | Erfurt            | 10-km-Straßenlauf | 01:50:22 | Mannschaftswertung; LG Eintracht Frankfurt (mit Simret Restle und Katharina Heinig) |